# Borås AIK
Borås AIK, bildad 3 augusti 1953, är en svensk idrottsklubb i Borås. Klubben bildades på Bengtas café vid Sandwalls plats i centrala Borås. Den flyttade runt de första åren och nyttjade olika fotbollsplaner. Sedan gjordes Ryda (nuvarande Ryda sportfält och idrottsplats) till en egen arena innan man övergick till Bodavallen. Klubben har sedan långt tillbaka en stor ungdomsverksamhet i fotboll. Klubbhuset är beläget vid Bodavallen i stadsdelen Boda i nordöstra Borås. Klubbens A-lag spelar numer i division 4. 